# Лабор, Йозеф
Йозеф Лабор (нем. Josef Labor; 29 июня 1842, Горжовице, Богемия — 26 апреля 1924, Вена) — австрийский музыкант и композитор позднего немецкого романтизма.

## Биография

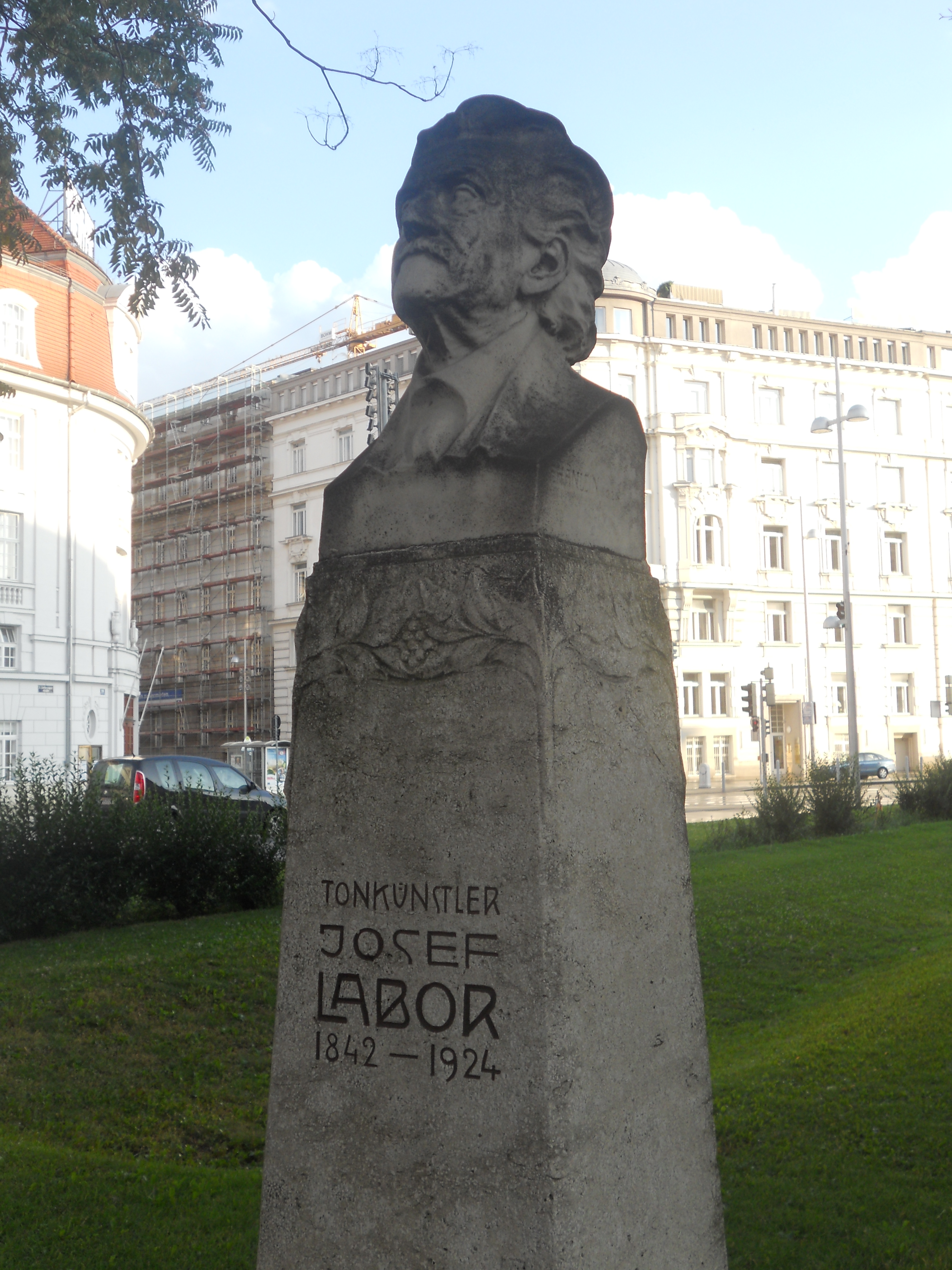
Памятник Йозефу Лабору в Вене

В результате заболевания оспой в трёхлетнем возрасте ослеп. Музыкальное образование получил в Институте для слепых в Вене, затем продолжил учёбу в Венской консерватории под руководством Эдуарда Пиркхерта (фортепиано) и  Симона Зехтера (композиция).
Гастролировал по Франции, Англии, России и Скандинавии.
Дружеские отношения связывали его со слепым королём Георгом V Ганноверским. С 1865 он стал пианистом в королевском камерном оркестре, а после оккупации и аннексии Ганновера Пруссией по результатам Австро-прусской войны 1866 года уехал с королём Георгом V в том же году в Вену в изгнание.
Здесь работал преподавателем фортепиано и теории музыки. В числе его учеников были Арнольд Шёнберг, Юлиус Биттнер и Пауль Витгенштейн.
В 1875 году поселился в австрийском Гмундене и брал уроки игры на органе у известного церковного музыканта Иоганна Э. Хаберта. В 1904 Й. Лабору была присвоено звание «императорского придворного органиста».
По просьбе своего ученика Пауля Витгенштейна и за счёт средств семьи Витгенштейна в 1912 году издал почти все свои музыкальные произведения.

## Избранные произведения
- Sonate für Violine und Klavier op. 5
- Klavierquartett op. 6
- Sonate für Violoncello und Klavier A-Dur op. 7
- Thema und Variationen für Horn oder Violoncello und Klavier op. 10
- Quintett für Klarinette, Violine, Viola, Violoncello und Pianoforte op. 11
- Orgelsonate h-moll op. 15
- Big Ben Capriccio für 2 Klaviere zu vier Händen
- Quintett für Klavier, Violine, Viola, Violoncello und Kontrabass
- Konzert für Violine und Orchester G-Dur.